# David Babunski
David Babunski (n. 1 martie 1994, Skopje, Macedonia de Nord) este un fotbalist macedonean.
Între 2013 și 2017, Babunski a jucat 8 de meciuri pentru echipa națională a Macedoniei de Nord.

## Statistici
| Macedonia | Macedonia | Macedonia |
| An        | Meciuri   | Goluri    |
| --------- | --------- | --------- |
| 2013      | 3         | 0         |
| 2014      | 2         | 0         |
| 2015      | 0         | 0         |
| 2016      | 2         | 0         |
| 2017      | 1         | 0         |
| Total     | 8         | 0         |